# Zweite Regierung Derby

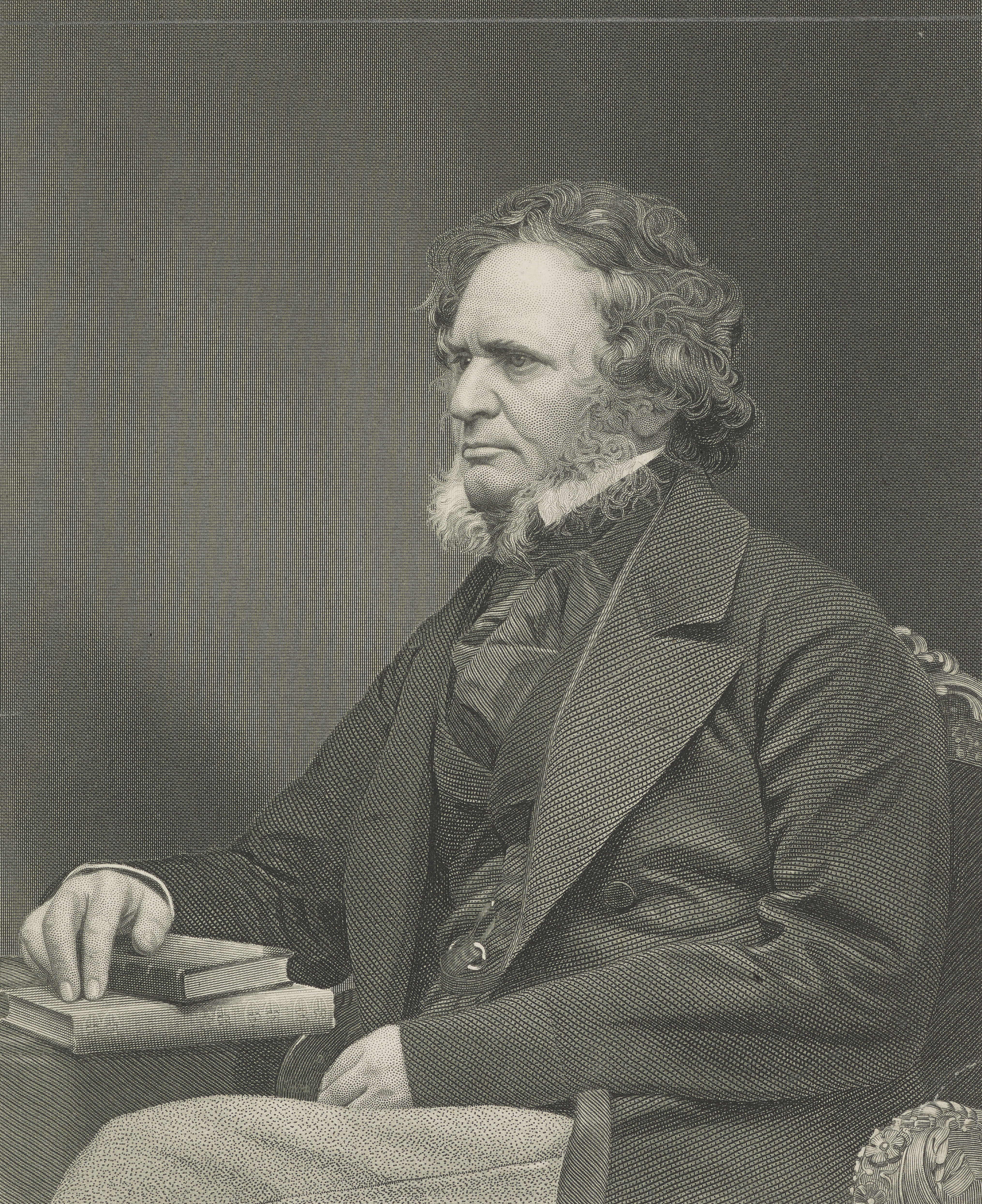
Edward Smith-Stanley, 14. Earl of Derby war 1852, zwischen 1858 und 1859 sowie zuletzt von 1866 bis 1868 Premierminister.

Die Zweite Regierung Derby war die Regierung im Vereinigten Königreich Großbritannien und Irland in der Zeit vom 20. Februar 1858 bis zum 12. Juni 1859.
Die Regierung wurde von Edward Smith-Stanley, 14. Earl of Derby gebildet, der bereits 1852 sowie später von 1866 und 1868 abermals Premierminister war, und löste die erste Regierung Palmerston ab. Die Regierung bestand ausschließlich aus Mitgliedern der Conservative Party und wurde von der zweiten Regierung Palmerston abgelöst.

## Regierungsjahre 1858 bis 1859
Bei der Unterhauswahl vom 27. März bis 24. April 1857 gewannen die liberalen Whigs unter Henry Temple, 3. Viscount Palmerston mit 65,1 Prozent 373 der 654 Sitze im Unterhaus (House of Commons). Die Conservative Party unter Edward Smith-Stanley, 14. Earl of Derby, wiederum erhielt 33,1 Prozent und 281 Mandate. Bei der darauf folgenden Unterhauswahl vom 28. April bis 18. Mai 1859 erhielten die Whigs unter Viscount Palmerston 65,7 Prozent und 356 der 654 Mandate im Unterhaus. Die Conservative Party unter Führung des Earl of Derby wiederum holten 34,3 Prozent und 298 Sitze im House of Commons.
Der Vertrag von Tianjin vom 27. Juni 1858 beendete die englisch-französischen Operationen gegen das Kaiserreich China im Zweiten Opiumkrieg. China musste mehr Häfen für Großbritannien, Frankreich, Russland und die USA öffnen. Später im Jahr legalisierte China den Handel mit Opium. Die Feindseligkeiten werden 1860 wieder aufgenommen, als China sich weigerte, die Verträge zu ratifizieren. Die Regierung des Japanischen Kaiserreiches, die das Schicksal Chinas sah, unterzeichnete am 29. Juli 1858 einen Handelsvertrag mit den USA und hoffte, Japan vor westlichen Eingriffen zu schützen. Ein ähnlicher Vertrag folgte am 26. August 1858 mit Großbritannien. Nach der indischen Meuterei von 1857 wurde am 2. August 1858 in Britisch-Indien die British Crown Authority gegründet, die die Herrschaft der Britischen Ostindien-Kompanie (East India Company) ablöste.

## Mitglieder des Kabinetts
| Amt | Amtsinhaber                                                          | Beginn der Amtszeit           | Ende der Amtszeit              |
| --- | -------------------------------------------------------------------- | ----------------------------- | ------------------------------ |
| Prime Minister (Premierminister) | Edward Smith-Stanley, 14. Earl of Derby                              | 20. Februar 1858              | 12. Juni 1859                  |
| First Lord of the Treasury (Erster Lord des Schatzamtes)                                                                                     | Edward Smith-Stanley, 14. Earl of Derby                              | 20. Februar 1858              | 12. Juni 1859                  |
| Lord Chancellor (Lordkanzler) | Frederic Thesiger, 1. Baron Chelmsford                               | 20. Februar 1858              | 12. Juni 1859                  |
| Lord President of the Council (Präsident des Geheimen Kronrates)                                                                             | James Gascoyne-Cecil, 2. Marquess of Salisbury                       | 26. Februar 1858              | 12. Juni 1859                  |
| Lord Privy Seal (Lordsiegelbewahrer) | Charles Yorke, 4. Earl of Hardwicke                                  | 26. Februar 1858              | 12. Juni 1859                  |
| Secretary of State for Home Affairs (Innenminister)                                                                                          | Spencer Horatio Walpole Thomas Sotheron-Estcourt                     | 26. Februar 1858 3. März 1859 | 3. März 1859 12. Juni 1859     |
| Secretary of State for Foreign Affairs (Außenminister)                                                                                       | James Howard Harris, 3. Earl of Malmesbury                           | 26. Februar 1858              | 12. Juni 1859                  |
| Secretary of State for the Colonies (Minister für die Kolonien)                                                                              | Edward Stanley, Lord Stanley Sir Edward Bulwer-Lytton                | 26. Februar 1858 5. Juni 1858 | 5. Juni 1858 11. Juni 1859     |
| Secretary of State for War (Kriegsminister)                                                                                                  | Jonathan Peel                                                        | 26. Februar 1858              | 11. Juni 1859                  |
| First Lord of the Admiralty (Erster Lord der Admiralität)                                                                                    | Sir John Pakington, 1. Baronet                                       | 8. März 1858                  | 12. Juni 1859                  |
| Chancellor of the Exchequer (Schatzkanzler)                                                                                                  | Benjamin Disraeli                                                    | 26. Februar 1858              | 11. Juni 1859                  |
| President of the Board of Control (Präsident des Kontrollausschusses) 2. September 1858: Übernahme der Aufgaben durch das Indien-Ministerium | Edward Law, 1. Earl of Ellenborough Edward Stanley, Lord Stanley     | 26. Februar 1858 5. Juni 1858 | 4. Juni 1858 2. September 1858 |
| Secretary of State for India (Minister für Indien)                                                                                           | Edward Stanley, Lord Stanley                                         | 2. September 1858             | 11. Juni 1859                  |
| President of the Board of Trade (Handelsminister)                                                                                            | Joseph Warner Henley Richard Hely-Hutchinson, 4. Earl of Donoughmore | 26. Februar 1858 3. März 1859 | 3. März 1859 11. Juni 1859     |
| First Commissioner of Works (Minister für öffentliche Arbeiten)                                                                              | Lord John Manners                                                    | 26. Februar 1858              | 11. Juni 1859                  |

## Hintergrundliteratur
- Das Viktorianische England, in: Weltgeschichte in Bildern. Der Reichsgedanke. Die großen Nationen von 1850 bis 1914, Gondrom Verlag, Bayreuth 1982, ISBN 3-8112-0248-0
- Heinrich Pleticha (Herausgeber): Weltgeschichte. Fürstenhöfe und Fabriken. Die Welt im Zeitalter des Imperialismus, Bertelsmann Lexikon Verlag, Gütersloh 1996, ISBN 3-577-15010-6
- Ulrike Müller-Kaspar (Herausgeberin): Die Jahrtausendbibliothek. Das Neunzehnte Jahrhundert, Tosa Verlag, Wien 1999
- Das Viktorianische Zeitalter in Großbritannien, in: 2000 Jahre Weltgeschichte. Von Christi Geburt bis zum Jahr 2000, 1999, S. 494 ff.
- Chambers Dictionary of World History, Chambers Harrap 2002, ISBN 0-550-13000-4
- Timothy Venning: Compendium of British Office Holders, Palgrave Macmillan UK, 2005, ISBN 978-0-230-50587-2 (Onlineversion)
- Hywell Williams (Herausgeber): The Nineteenth Century World: 1800–1899, in: Cassell’s Chronology of World History. Dates, Events and Ideas that Made History, Weidenfeld & Nicolson, London 2005, ISBN 0-304-35730-8
- Der Große Ploetz. Die Enzyklopädie der Weltgeschichte, Verlag Vandenhoeck & Ruprecht, 35. Auflage, 2008, ISBN 978-3-525-32008-2